# Manuel Tiago de Castro
Manuel Tiago de Castro (Lages, 6 de agosto de 1872 — Lages, 6 de maio de 1941) foi um jornalista, advogado provisionado e político brasileiro.
Filho de João de Castro Nunes e de Josefina Perpétua Godinho de Castro. Casou com Isolina Costa Vieira de Castro e, posteriormente, com Alexandrina Paim de Castro.
Foi deputado à Assembleia Legislativa de Santa Catarina na 5ª legislatura (1904 — 1906), na 6ª legislatura (1907 — 1909), na 7ª legislatura (1910 — 1912), na 8ª legislatura (1913 — 1915), na 9ª legislatura (1916 — 1918), na 10ª legislatura (1919 — 1921), na 11ª legislatura (1922 — 1924), na 12ª legislatura (1925 — 1927), e na 13ª legislatura (1928 — 1930).
Foi deputado à 1ª legislatura (1935 — 1937).